# Yohannes IV
Vous lisez un « article de qualité » labellisé en 2010.
Cette page contient des caractères éthiopiques. En cas de problème, consultez Aide:Unicode ou testez votre navigateur.
Pour les articles homonymes, voir Yohannès.
Yohannes IV (amharique : ዮሐንስ አራተኛ, ) (1837 - 1889) est un militaire et un homme d'État éthiopien, roi des rois (negusse negest) de 1872 à 1889. Né Kassa Mercha (ge'ez : ካሳ መርጫ), il est également connu sous son nom de cavalier Abba Bezbez (ge'ez : አባ በዝብዝ).
Yohannes est né en 1837, à Mai Beha, une ville du Tegré, dans le Nord de l'Empire éthiopien. L'éducation de Yohannes est partiellement assurée par son père, Mercha, Shum du Tembien. Il occupe sa première fonction importante dans les années 1860 après avoir collaboré avec Téwodros II lors de la pacification du Tegré dont il devient le gouverneur. Progressivement, il prend ses distances avec le Negusse Negest et se rebelle ouvertement à la fin des années 1860. Il coopère avec les Britanniques lors d'une expédition conduisant à la chute de Téwodros en 1868. La même année, il commence à préparer son armée afin d'affronter le nouveau souverain, Tekle Giyorgis II. Celui-ci décide de soumettre Yohannes en 1871 mais le dirigeant du Tegré lui inflige deux défaites.
Le 21 janvier 1872, Kassa Mercha est couronné Negusse Negest d'Éthiopie sous le nom de Yohannes IV. Il poursuit l'œuvre unificatrice de Téwodros II tout en s'en distinguant. Favorable à l'unité du pays, il laisse néanmoins aux seigneurs locaux une certaine marge de liberté et fait de son mieux pour garder un équilibre politico-militaire entre les gouverneurs de provinces. Outre l'unification politique, il est très attaché à l'unité de l'Église orthodoxe éthiopienne et il lance de grandes campagnes de conversion au christianisme. Il lutte en parallèle contre les missionnaires étrangers qu'il perçoit comme un bras religieux de la diplomatie européenne.
Yohannes IV a également été un défenseur de l'indépendance éthiopienne. À la suite de l'ouverture du canal de Suez en 1869, l'Éthiopie est la cible de divers plans d'invasion. La première guerre a lieu contre l'Égypte qui s'est installée dans la Corne de l'Afrique depuis le début des années 1870. Malgré une supériorité technique des Égyptiens, Yohannes IV remporte la bataille de Gundet et celle de Gura. Le second conflit, en 1887, oppose le Negusse Negest aux Italiens, présents à Metsewa depuis 1885. Après une victoire italienne, Ras Alula Engeda (1837-1897), grand général de Yohannes IV, remporte la bataille de Dogali  (1887) forçant ses ennemis à se retirer vers la côte.
Enfin, en 1889, il veut mettre fin aux offensives des Mahdistes qui touchent les populations éthiopiennes du Nord-Ouest. Le 9 mars, il prépare une vaste armée et part vers Metemma où il affronte ses adversaires. Au cours de la bataille, Yohannes est touché à deux reprises. Le lendemain, il meurt de ses blessures.
S'il a été un unificateur moins impressionnant que Téwodros, sa politique n'a pas eu pour autant moins d'effet. Son règne a permis de préparer et faciliter la lutte de Menelik contre la nouvelle offensive coloniale italienne. Aux yeux des Éthiopiens, Yohannes demeure un souverain dévoué à sa religion et à sa patrie, pour laquelle il a su donner sa vie.

## Jeunesse et débuts politiques

### Naissance, famille et éducation

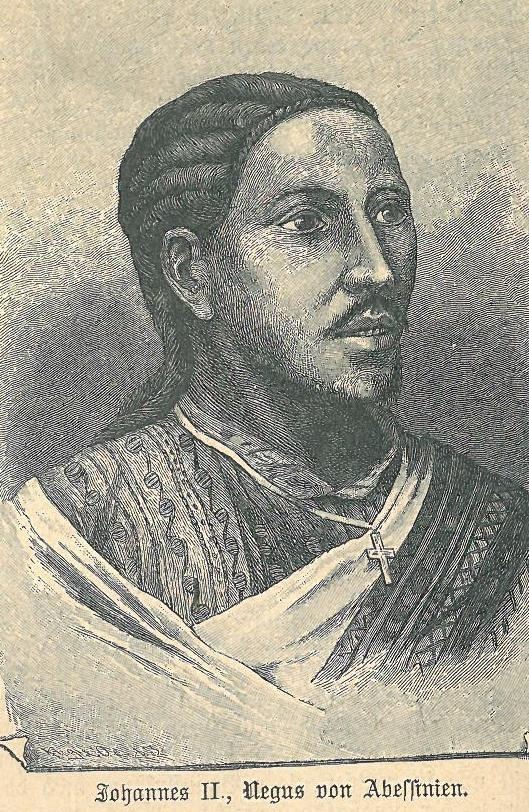
Yohannes IV Empereur d'Éthiopie

Kassa Mercha est né le 12 juillet 1837 à Mai Beha, dans le district du Tembén de la province du Tegré, dans le Nord de l'Empire éthiopien. Son père, Mercha, est le Shum de son district natal et sa mère est Woyzero Selass Demtsou. Né dans une famille de la noblesse tigréenne, Yohannes compte parmi ses parents le ras Mikael Sehul, le dejazmach Sabadagis ou encore le ras Welde Selassie, des grands seigneurs du Zemene Mesafent. Son ascendance familiale lui assure donc une légitimité politique régionale. Yohannes a un frère, Gougsa Mercha et une sœur, Denqnesh Mercha, tous deux plus âgés que lui. Sa sœur épouse plus tard Wagshum Gobezé, futur Negusse Negest Tekle Giyorgis II et rival de Yohannes lors de sa montée au pouvoir.
Vers le milieu du XIXe siècle, une prophétie annonce la venue d'un jeune Kassa, censé devenir souverain de l'Empire. La prophétie s'est diffusée dans les régions de Gonder et du Tegré ; ainsi, les parents de Yohannes ont vu en leur fils le Negusse Negest qu'il est devenu. D'ailleurs, durant la jeunesse de Yohannes, un autre Kassa fait parler de lui dans la région du Bégemeder, il s'agit de Téwodros II, Negusse Negest de 1855 à 1868. Le père de Yohannes s'occupe de l'éducation de son fils. Il l'envoie dans une école religieuse locale, lui apprend l'étiquette royale et assure sa formation militaire. En parallèle, sa mère souhaitant élever un jeune homme fort et courageux, aurait ajouté des herbes amères et de l'aloès aux plats de son fils. D'après Gelawdéwos Araya, une légende veut que Selass ait même préparé un régime alimentaire spécialement pour Yohannes, bien qu'il doute de la réalité de cette histoire.

### Débuts en politique

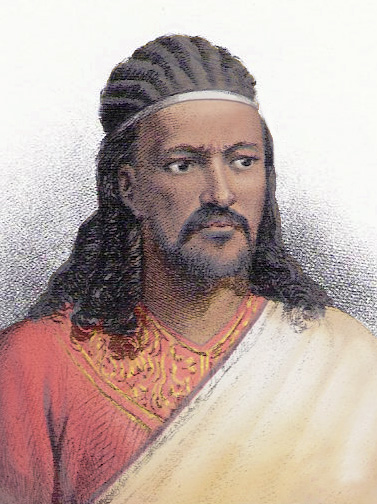
Le Negusse Negest Téwodros II, avec lequel Yohannes va initialement collaborer.

En 1855, Téwodros II arrive au pouvoir et compte réunifier l'Empire éthiopien en centralisant les pouvoirs des seigneurs locaux. Le Tegré perd progressivement son autonomie mais reste aux mains de Yohannes, membre de la dynastie en place durant le Zemene Mesafent. Vers 1860, Yohannes s'allie avec Téwodros afin de pacifier le Tegré, en rébellion. En retour, il est nommé, en 1864, Balambaras, rang le plus bas des titres aristocratiques éthiopiens. Or, il apprend l'élévation de Menelik II, qui grandit à la cour de Téwodros, à la dignité de dejazmach alors que le jeune garçon est à peine âgé de douze ans. À ce sentiment d'injustice s'ajoutent des facteurs plus politiques. Yohannes est choqué par les mesures d'expropriation des terres de l'Église par Téwodros II. Homme « pieux », il ne peut contenir sa colère lorsqu'il apprend l'emprisonnement par le Negusse Negest de l'Abouna Selama à Meqdela. Enfin, face aux multiples révoltes régionales que connaît l'Empire, il est persuadé qu'un nouveau souverain doit remplacer Téwodros. Il partage avec ses parents, Ras Welde Selassie et le Dejazmach Sabagadis, le « rêve d'une Éthiopie chrétienne et unie, dirigée depuis le Tigray ».
En 1865-1866, Yohannes, qui s'auto-proclame dejazmach, entre en rébellion mais la supériorité militaire de Téwodros le force à quitter les zones du Tembén et de l'Enderta, sa base territoriale, pour se retirer vers les régions éloignées Erob et Afar du district Agamé. Durant ce séjour, il épouse une femme afar, convertie au christianisme orthodoxe et baptisée Tebebeselassie ; ensemble, ils ont un enfant, Ledj Araya Selassie. Vers 1867-1868, une occasion exceptionnelle de renverser Téwodros se présente à lui : l'expédition britannique.

## Marche vers le sacre impérial

### Expédition de Napier: renversement deTéwodrosIIet contact avec les Britanniques

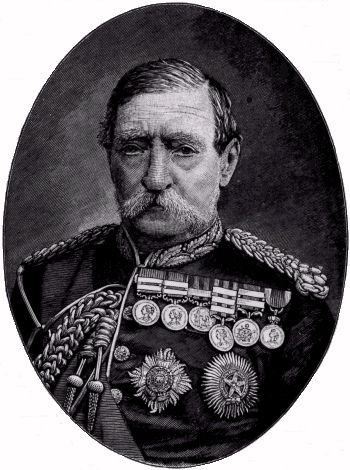
Sir Robert Napier, commandant de l'expédition britannique ayant conduit à la chute de Téwodros II. Yohannes coopère avec Londres en échange d'une aide militaire qui lui est par la suite bénéfique.

Les ambitions impériales de Yohannes se consolident vers la fin du règne de Téwodros II ; dès 1867, il se présente, lors d'une correspondance avec les Britanniques, comme dirigeant de l'Éthiopie. Au cours de la même année, un différend diplomatique entre Téwodros et le gouvernement britannique conduit Londres à préparer une expédition vers l'Éthiopie afin de libérer les captifs européens qui y sont emprisonnés. À partir de février 1868, Yohannes entre en contact avec des officiers britanniques dont le commandant de l'expédition, Sir Robert Napier. Celui-ci envoie le major James Augustus Grant, un explorateur, à la rencontre du dirigeant du Tegré. Yohannes est alors perçu par le Major comme un homme « faible » et « aisément manipulable », aspirant à devenir « un grand dirigeant » de l'Empire éthiopien. Après trois audiences, Yohannes accepte officiellement d'apporter une aide à Napier. Il facilite l'approvisionnement des troupes en installant des marchés à proximité des principaux sites de campement. Le dirigeant du Tegré assure les Britanniques qu'il les aidera « avec tout [son] pouvoir ».
Il s'engage à protéger les voies d'approvisionnement de la côte vers Meqdela et à réprimer ceux qui dérangent le télégraphe. En contrepartie, Yohannes demande à Napier lors d'une réunion le 28 février 1868, la participation des forces britanniques dans sa lutte contre Wagshum Gobezé. Napier refuse mais maintient la possibilité, après la campagne, d'une assistance militaire dont Yohannes et ses 10 000 hommes, ont « grandement besoin ». Le 10 avril 1868, le corps expéditionnaire arrive au pied de Meqdela et, trois jours plus tard, refusant de se soumettre aux Britanniques, le Negusse Negest Téwodros II se donne la mort. La victoire de Napier et la facilité avec laquelle l'expédition a atteint Meqdela a été rendue possible par Yohannes. Les officiers britanniques reconnaissent eux-mêmes qu'ils ont été « chanceux » d'avoir obtenu la coopération du dirigeant du Tegré. Un rapport rédigé par l'un d'entre eux explique : « L'armée britannique n'aurait pu atteindre Meqdela, lors de cette saison, sans avoir reçu l'aide des chefs et du peuple du pays ».

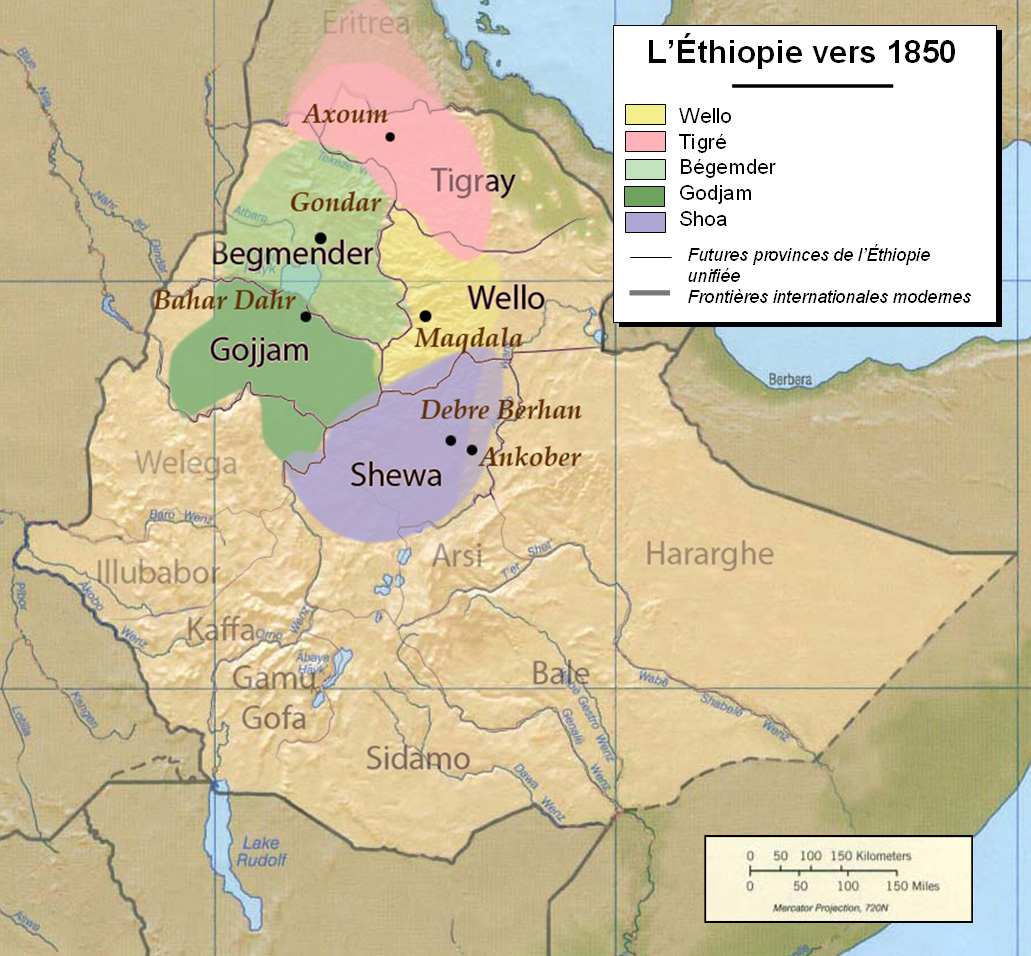
L'Empire éthiopien au milieu du XIXe

Ainsi, Napier a reçu une assistance « indispensable » de la part de Yohannes, « le politique le plus important du Tegré ». Il a répondu favorablement à la demande britannique en se présentant comme « dirigeant des chefs d'Éthiopie », une manière de confirmer ses ambitions impériales. La question d'une possible colonisation du pays par les Britanniques a été écartée pour diverses raisons. En effet, la rapidité de la progression anglaise en Éthiopie soulève la problématique d'une éventuelle conquête. Yohannes ne voit nullement un danger colonial dans la venue des Britanniques qui ont clairement indiqué que seul Téwodros est visé, et non l'ensemble du pays. Par ailleurs, si les Britanniques avaient tenté d'une façon ou d'une autre d'établir leur autorité, Yohannes et d'autres chefs auraient immédiatement coupé les communications de l'expédition avec la côte. En agissant uniquement comme l'« homme de main » de l'Éthiopie, une armée étrangère a pu pénétrer le territoire national sous la protection de Yohannes. D'ailleurs, celui-ci fait de son possible pour accélérer le départ des Britanniques en leur apportant des bêtes de somme et des vivres. Les achats s'effectuant en thalers Marie-Thérèse, le Nord de l'Éthiopie connaît une forte inflation.
Ces problèmes sont toutefois minimes par rapport aux gains de Yohannes : il a reçu du matériel militaire, estimé à 500 000 livres sterling, comprenant : 6 mortiers, 6 obusiers, environ 900 mousquets et fusils, des munitions, de la poudre et 585 480 amorces à percussion. Cet armement s'ajoute à l'arsenal déjà important de Yohannes. Après Meqdela, les Britanniques se désengagent totalement et les offres de coopération de Yohannes sont rejetées ou ignorées. Il ne parvient à obtenir le service que d'une seule société privée : Messas Henry S. King & Co. Il envoie une mission afin de recruter des instructeurs mais celle-ci est abandonnée à Alexandrie sous les ordres de Londres. Même après sa prise du pouvoir impérial, il ne réussit pas à susciter l'intérêt des Britanniques. Néanmoins, l'expédition Napier a eu un impact sur la lutte pour le pouvoir ; en plus du matériel militaire, un instructeur britannique, John C. Kirkham, accepte de rester sur place afin de former les troupes de Yohannes. D'après Bahru Zewde, la combinaison des nouvelles armes et de la formation apportée par Kirkham a déterminé la lutte contre Tekle Giyorgis.

### Affrontement contre TekleGiyorgisIIet couronnement

#### Préparation au conflit

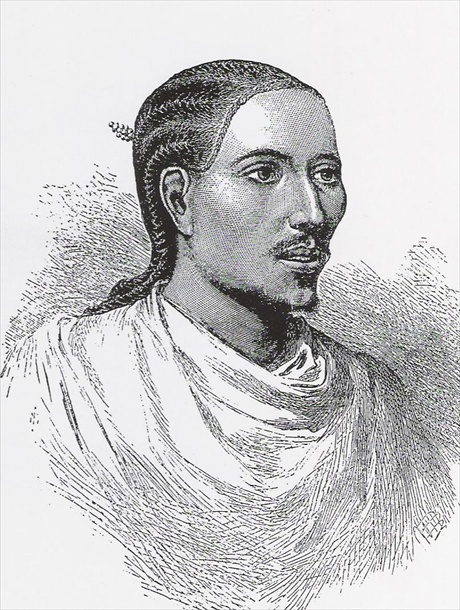
Portrait de Yohannes IV

La mort de Téwodros II, « tournant de l'Histoire de l'Éthiopie », ouvre une lutte de succession. En 1868, trois personnages importants semblent afficher des ambitions impériales plus ou moins affirmées. 
Le premier, Wagshum Gobezé dirige l'ensemble du territoire amhara ; le second, dejazmach Kassa Mercha, gouverne sur le Tegré. Enfin, le troisième est Menelik du Choa (Shewa) qui se proclame temporairement Negusse Negest. L'importance numérique de l'armée de Gobezé, composée de 60 000 hommes, convainc une bonne partie du pays à se soumettre, à l'exception de Yohannes et Menelik. Une lettre datée du 8 août 1868 et adressée à Napoléon III semble initialement confirmer son objectif impérial. Il s'y présente comme « dejazmach Kassa, Chef des gouverneurs d’Éthiopie » tout en ne revendiquant pas immédiatement le titre de Negusse Negest. À la mi-août 1868, Gobezé est couronné sous le nom de Tekle Giyorgis II par un Echégé qu'il a lui-même nommé, Abba Gebre Yasus. Il s'agit d'un couronnement illégal car effectué en l'absence d'Abouna en Éthiopie. Pour le nouveau souverain, le grand rival est clairement désigné : Kassa Mercha du Tegré. Or celui-ci ne semble pas prêt à affronter Tekle Giyorgis II. Il confie à un missionnaire français qu'il « règne uniquement sur le Tegré » et qu'il craint l'effondrement de son armée en cas de lutte contre le Negusse Negest. Cette déclaration est révélatrice de la méfiance envers sa propre armée mais également de l'absence de considération pour Menelik, Négus du Choa, qu'il ne mentionne pas comme rival sérieux pour le trône.
Au cours des années suivantes, Yohannes développe sa puissance militaire. En 1869, il s'est adjoint les services de John C. Kirkham, un ancien adjudant-général de Charles Gordon en Chine, resté après l'expédition de Napier. Il est chargé de former les troupes de Yohannes et de les préparer à l'utilisation des armes modernes reçues des Britanniques. De 1868 à 1870, il pacifie le Tegré, envoie une mission en Égypte et obtient l'arrivée d'un nouvel Abouna : Atnatyos,. À la mi 1869, le dejazmach Haylou, chef de la grande province du Hamassén, se soumet à Yohannes. Malgré ces progrès, au début de l'année 1870, Yohannes ne se présente que comme « chef des nobles, par la Grâce de Dieu, dirigeant d'Aksoum ».
Cependant, Tekle Giyorgis n'est pas dupe et il comprend vite les intentions de Yohannes. Bien que disposant d'une armée plus importante en nombre, le souverain n'a pas les armes modernes dont dispose son rival. En outre, ses troupes comptent de nombreux soldats du Tegré et il craint leur changement de camp en faveur de Yohannes. Ainsi, le Negusse Negest cherche la collaboration de Menelik afin de conforter un avantage purement numérique. Cependant, le Negus du Shewa refuse de se mêler au combat, préférant voir les deux grands belligérants s'affronter et se fatiguer mutuellement. Tekle Giyorgis II marche vers le Shewa mais l'affrontement n'a pas lieu par suite des mouvements des troupes de Yohannes dans le Nord qu'il doit alors affronter seul.

#### Victoire de Yohannes contre TekleGiyorgisIIet couronnement

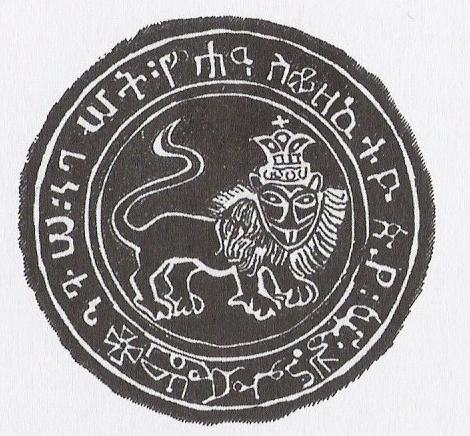
Sceau de Yohannes IV

La lutte entre Tekle Giyorgis II et Yohannes semble inévitable dès 1868. Le second n'a jamais reconnu son beau-frère comme Negusse Negest. En outre, Yohannes s'est vu refusé le titre de ras et a protesté en manquant à son obligation de payer le tribut. Ces deux facteurs mènent au conflit ouvert entre les deux hommes. La situation est plutôt à l'avantage de Yohannes. En effet, Tekle Giyorgis a pris le pouvoir de manière irrégulière dans un pays attaché à la légitimité. Par ailleurs, il dirige la province appauvrie du Bégemeder et la distance avec les ports l’empêche d'acquérir des armes modernes. Tekle Giyorgis a néanmoins confiance en sa grande armée comptant 60 000 hommes. Le souverain déclare la guerre à Yohannes sous la forme d'un qené et met l'accent sur l'importance numérique de ses troupes en envoyant une poignée de teff à son adversaire. Le dirigeant du Tegré lui répond en renvoyant au souverain le teff qu'il a pris le soin de griller.
En juin 1871, Tekle Giyorgis et ses 60 000 soldats traversent la rivière Tekezé et marchent sur le Tegré pour capturer sa capitale, Adoua. Le 21 juin 1871, une première bataille a lieu à May Zulawu et dure un jour. Yohannes, à la tête d'une armée de 12 000 hommes « bien équipés et formés », inflige quelques pertes au Negusse Negest, forcé de se retirer, le lendemain, vers la rivière Mareb. Le dirigeant du Tegré prend un chemin différent, déborde son ennemi et le force dans un cul-de-sac dans la zone d'Adoua. La deuxième bataille, celle d'Assam, débute à 10 h 30, le 11 juillet 1871. Au cours de cet affrontement qui dure deux heures, Yohannes fait « bon usage des armes britanniques ». Tekle Giyorgis mène la charge de la cavalerie mais il est blessé et capturé. Son armée s'effondre, tous ses généraux sont emprisonnés avec des milliers de soldats. Malgré son infériorité numérique, Yohannes, de par la discipline et le meilleur armement, a battu une armée plus importante mais moins organisée. Tekle Giyorgis a les yeux crevés et est emprisonné au sommet d'une montagne où il décède. Après ce succès, Yohannes contrôle la grande partie du Nord de l'Éthiopie. Sa victoire « relativement aisée » le renforce ; il amasse une importante quantité d'armes et intègre les prisonniers dans ses rangs.
Le 21 janvier 1872, Kassa Mercha du Tegré est couronné, oint et consacré Yohannes IV par l'Abouna Atnatyos à l'église Maryam d'Aksoum,. La cérémonie est marquée par la volonté du nouveau souverain de revenir aux anciennes traditions impériales. Ainsi, le choix de la ville n'est pas anodin ; il compte redonner à Aksoum sa primauté religieuse par rapport à Gondar, lieu du couronnement depuis 1632,. L'utilisation de rites pratiqués pour la dernière fois par Fasiladas en 1632 confirme ce retour aux sources. Pour le nouveau Negusse Negest, la première tâche est le contrôle du Bégemeder et du Godjam, deux provinces au sud-ouest du Tegré.

## Politique intérieure deYohannesIV

### Définition et caractéristiques de sa politique intérieure
La politique intérieure de Yohannes IV s'articule autour de trois points importants : la soumission des gouverneurs locaux, l'arbitrage de leurs conflits et l'unification religieuse du pays. L'approche unificatrice de Yohannes diffère de celle de Téwodros II en ce sens qu'elle est moins centralisatrice et bien plus régionaliste. Contrairement à Téwodros, il ressent l'enracinement du Zemene Mesafent et comprend qu'il ne saurait y mettre fin rapidement. Yohannes, plus conciliant que Téwodros, est donc un unificateur « moins impressionnant » mais pas pour autant moins efficace. S'il tolère une liberté d'action aux seigneurs régionaux, il exige en échange que ceux-ci reconnaissent sa souveraineté. Il accepte donc des chefs locaux virtuellement indépendants mais néanmoins tributaires.
Les deux grands seigneurs de cette époque sont Menelik, Négus du Choa, et Adal Tessema, dirigeant du Godjam. Tout au long de son règne, Yohannes fait de son possible pour maintenir un certain équilibre politico-militaire entre les deux. Le pouvoir du Negusse Negest se base sur une supériorité militaire et une loyauté des chefs tigréens qu'il ne dirige pas autocratiquement, une gestion militaire lui assurant le contrôle de ses troupes. Cette supériorité militaire s'explique également par une position stratégique. Il dirige le Tegré, une région ayant un accès à la mer, et peut donc rapidement importer de nouvelles armes. Cependant, sa province est aussi la première visée par les ambitions coloniales auxquelles il va devoir faire face.

### Soumission des seigneurs locaux

#### Pacification du Nord et du centre

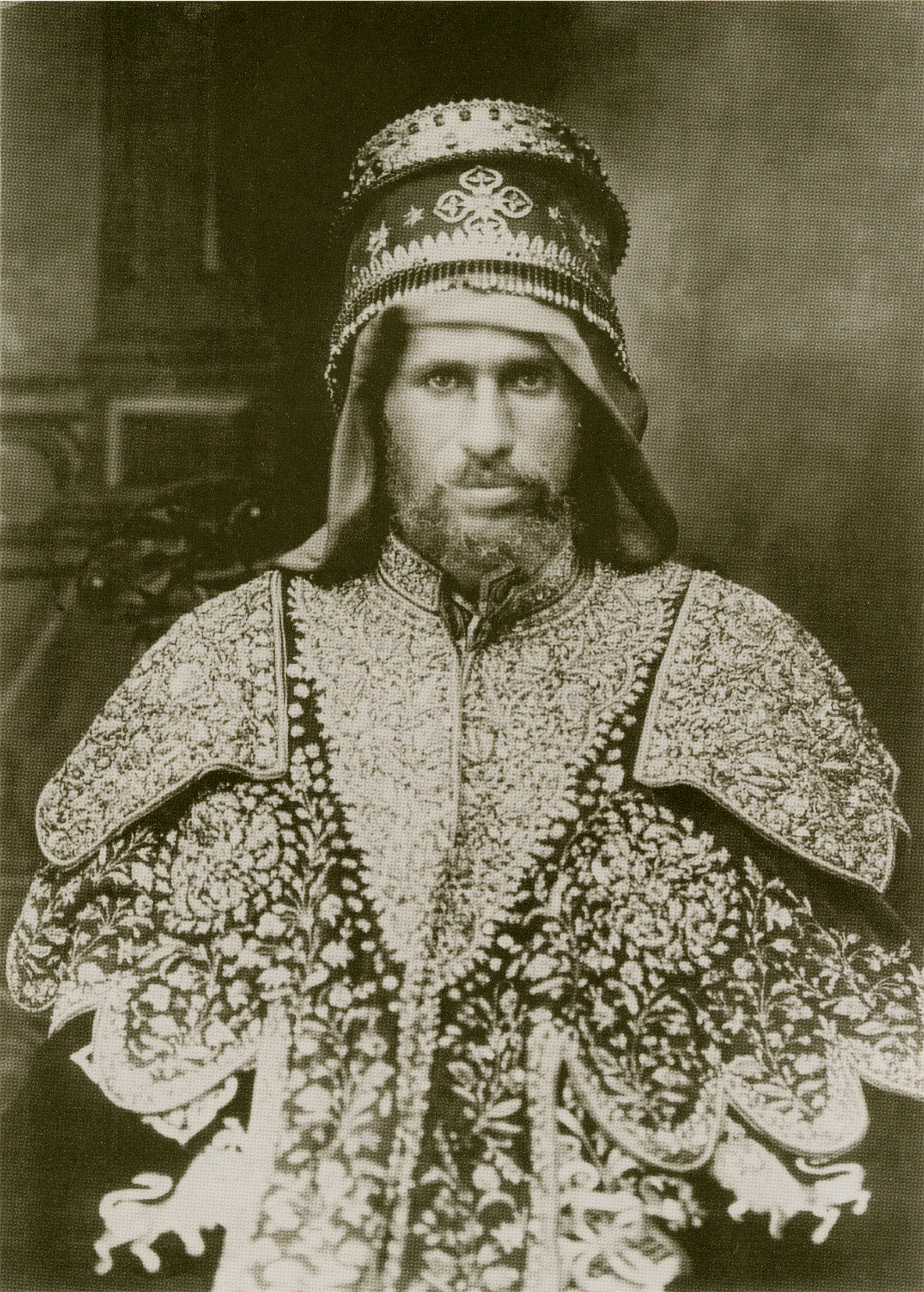
Tekle Haymanot, Négus du Godjam, se soumet à Yohannes en 1875. Il est le seul gouverneur local permettant à Yohannes IV de compenser la montée de Menelik II.

Durant les premières années de son règne, de 1872 à 1878, Yohannes IV parcourt le pays pour demander le paiement des tributs et la soumission des gouverneurs locaux. 
Au début, de nombreux seigneurs régionaux sont réticents, notamment dans l'Est du Wello, dans le Bégemeder et dans quelques zones adjacentes du Tegré où il part en campagne de 1871 à 1873. 
De 1873 à 1875, Yohannes IV va asseoir son autorité dans les régions au centre et au sud refusant de se soumettre à sa souveraineté. 
En 1873, il se rend à Gondar, où il reçoit les hommages du Bégemeder et la reconnaissance, par la ville, de son statut de Negusse Negest. 
De 1874 à 1875, il impose son autorité sur le Nord ; il a également obtenu la soumission de Welé du Yedjou et a réussi à pacifier le Wello. En 1875, Yohannes retourne dans le Tegré après être parvenu à unifier une très grande partie du pays derrière lui. Le principal succès de la période a été la soumission d'Adal Tessema, dirigeant du Godjam, une province voisine du Choa toujours indépendant. Le Godjam est à l'époque un royaume prospère dont Basso est la capitale commerciale importante. Il est gouverné par le ras Adal Tessema, au pouvoir depuis le règne de Tekle Giyorgis II. Sa soumission en 1875 à Yohannes IV permet à celui-ci de bénéficier d'un « atout politique et économique » afin de contrer l'Égypte qui s'installe dans la Corne de l'Afrique. Par ailleurs, il peut contrebalancer la montée de Menelik dans l'Éthiopie méridionale.
Le facteur égyptien et le rôle de Menelik ont fortement influencé la politique intérieure de Yohannes. La progression des Égyptiens qui préparent un plan d'invasion de l'Éthiopie conduit Yohannes à accélérer le processus unificateur. Or, sur son chemin se trouve Menelik, Négus du Choa qui, en 1872, confirme son ambition formulée en 1868 de prendre le titre de Negusse Negest. Face à l'influence que commence à exercer Menelik dans le Sud, Yohannes décide en 1875 de marcher sur le Shewa. Cette campagne est également nécessaire pour obtenir la soumission de l'unique gouverneur ayant refusé de le reconnaître comme Negusse Negest. Cependant, Yohannes doit annuler son expédition afin d'affronter l'armée égyptienne au nord. Après ses deux victoires, à Gundet et Gura, il parvient à sauvegarder l'indépendance éthiopienne. À son retour en 1876, il pacifie les zones du Nord en rébellion et, en 1877, il est à nouveau prêt à se lancer contre Menelik.

#### Affrontement avec Menelik et soumission du Shewa

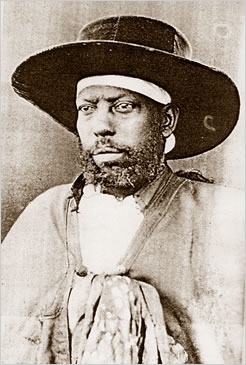
Portrait de Menelik II, Negus du Shewa. Soumis en 1878, il affiche des ambitions impériales troublant l'autorité du Negusse Negest.

Le Wello, « pomme de discorde », est le point de départ de l'affrontrmrnt entre les deux hommes. Ceux-ci ne s'affrontent toutefois pas directement, le combat se fait à distance à travers les deux chefs locaux wellos : Mohammed Ali, allié de Menelik, et Amade Liben, Abba Wataw, allié de Yohannes. La progression égyptienne puis la guerre de 1875 à 1876 empêchent le Negusse Negest d'appuyer correctement Abba Wataw. Celui-ci est emprisonné par Menelik dont l'allié, Mohammed Ali, devient gouverneur du Wello. Le Négus du Choa s'est ainsi emparé d'une « plaque tournante de toute hégémonie militaire » mais la victoire de Yohannes face à l'Égypte change la donne. Au début de l'année 1878, il marche vers le Shewa, avec le soutien de Mohammed Ali qui a depuis changé de camp. Il part soumettre « le dernier et le plus puissant de ses rivaux ».
L'armée impériale est puissante, équipée par les Britanniques, ayant battu Tekle Giyorgis et victorieuse contre l'Égypte au cours d'une guerre dont elle a tiré des bénéfices en matière de matériel militaire et d'expérience. Face à cette évidente supériorité, l'adversaire de Yohannes tente d'obtenir la paix mais les conditions posées sont trop nombreuses. Parmi celles-ci, on peut citer l'obligation de ravitailler l'armée impériale lors de l'occupation du Shewa, un tribut annuel de 500 esclaves, 50 000 thalers, 500 mulets, 1 000 chevaux, 50 000 têtes de bétail ainsi que d'importantes quantités de grains, de viande et de beurre. Enfin, Menelik doit se présenter, dévêtu jusqu'à la taille avec une pierre à son cou devant le Negusse Negest afin d'implorer son pardon et prêter serment de fidélité.
Dans ces conditions, un affrontement armé semble être la seule issue. À la fin du mois de janvier 1878, Yohannes IV entre dans le Menz. Le 3 février, Menelik et son armée quittent Liche pour se rendre dans la région située entre les rivières Engolla et Facho. Entre le 6 et le 10 février, les troupes s'affrontent sporadiquement puis Yohannes parvient à pousser Menelik vers une retraite en direction de Liche où un conseil est tenu le 12 février. Trois jours plus tard, les représentants des deux parties débutent les négociations. Une série de gestes réconciliateurs des deux camps s'ensuivent et un traité est signé le 20 mars 1878 : le traité de Wadara. La guerre civile est « évitée de justesse ».

#### Traité de Wadara, consécration de l'hégémonie deYohannesIV

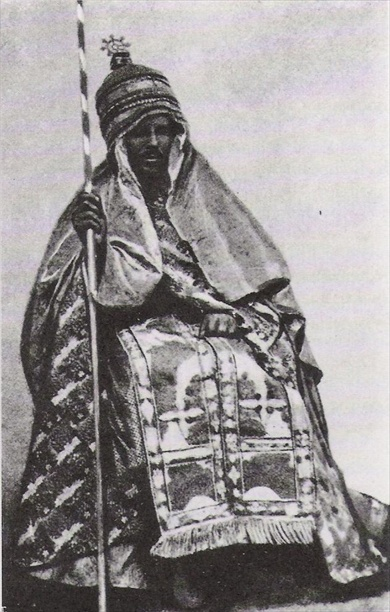
Vainqueur de l'Égypte et Negusse Negest incontesté de l'Empire, Yohannes IV est, en 1878, à l'apogée de son règne.

Plusieurs conditions pour la paix sont fixées dans le traité de Wadara. 
Menelik doit se soumettre formellement, une pierre autour du cou comme le veut la tradition, devant le Negusse Negest, renonçant ainsi à ses ambitions impériales et à ses relations indépendantes avec les puissances étrangères. 
Il doit par ailleurs payer un tribut. En échange, le Négus du Choa obtient une partie du Wello. Quelques jours après la soumission de Menelik, Yohannes IV décide de le couronner officiellement Négus du Choa. 
Le Negusse Negest reconnaît, selon ses propres paroles, Menelik comme « roi et maître d'une terre conquise et possédée par vos ancêtres ». Il déclare également que quiconque « s'attaque à votre royaume s'attaque à moi, quiconque vous fait la guerre la fait à moi. Vous êtes par conséquent mon fils aîné ». En effet, le traité inclut une clause d'alliance offensive en cas d'agression étrangère. Enfin, le traité laisse à Menelik le droit d'enrichir son arsenal via ses relations commerciales avec les marchands afars contrôlant la route vers la côte, la marque d'une politique intérieure flexible. Les limites du domaine shewan sont néanmoins clairement délimitées au nord, par la rivière Beshlo ; à l'ouest par l'Abay ; à l'est et au sud par l'Awash
Les relations entre le Negusse Negest et le Negus du Shewa paraissent s'être améliorées. Quelques mois plus tard, après avoir reçu un « magnifique tribut » de Menelik, Yohannes IV aurait versé des larmes et déclaré : « C'est seulement aujourd'hui que je suis Empereur »,. Depuis, le Negus du Shewa paie un tribut biannuel à Yohannes. Ainsi, en décembre 1880, il envoie 600 mules et chevaux, l'équivalent de 80 000 dollars de marchandises de coton et 50 000 dollars en espèces. En mai 1881, Yohannes reçoit de Menelik, l'équivalent de 50 000 dollars de nourriture et bétail et 10 000 dollars en espèces.
En mars 1878, le Negusse Negest, reconnu par tous les seigneurs locaux, dirige un Empire éthiopien unifié. En une décennie, le travail d'unification débuté par Téwodros II a considérablement progressé. À travers le traité de Wadara, Yohannes IV confirme son statut ; il est militairement et politiquement, le chef de l'Empire. En 1878, un « État éthiopien fort a clairement émergé » ; pour Shiferaw Bekele, il s'agit d'un accomplissement décisif car c'est cet État qui résistera aux offensives coloniales durant les deux prochaines décennies.

### Équilibre et arbitrage des conflits entre Negus

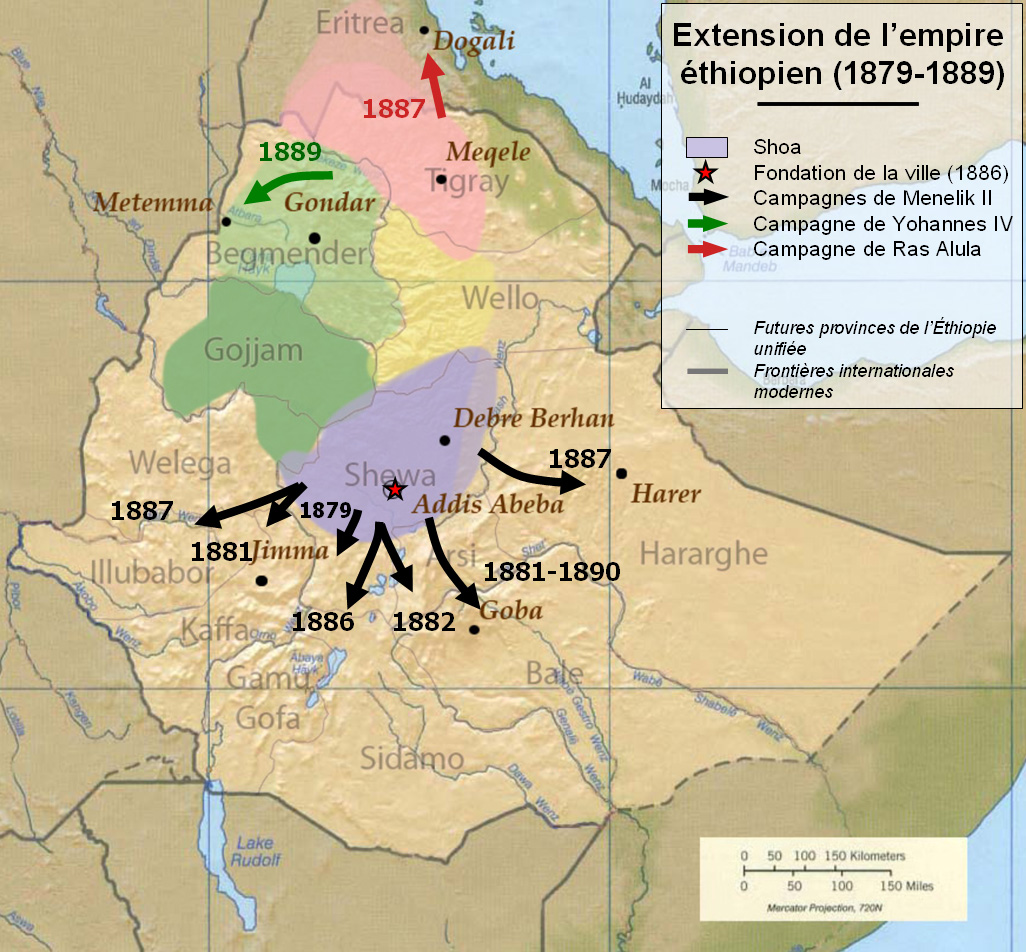
Première campagnes de Menelik (1879-1889). Les conquêtes de Menelik perturbent l'équilibre que Yohannes IV tente d'établir entre les dirigeants régionaux. Elles initient également le glissement du pouvoir vers le Choa.

Le traité de Wadara comporte des bénéfices mais également des désavantages pour Yohannes puisqu'il laisse à Menelik la possibilité de pousser ses conquêtes territoriales. Celui-ci ne se prive pas de l'occasion et commence à étendre son autorité vers le sud du Choa dont la cour est devenue un centre important, où affluent les armes venues d'Europe. Face à la montée de la puissance militaire de Menelik, Yohannes IV nomme Adal Tessemma (1847-1901), le 20 janvier 1881, Négus du Keffa et du Godjam sous le nom de Tekle Haymanot, ; Menelik, qui assiste à la cérémonie, ne dit pas un mot. En vérité, Tekle Haymnot ne dirige que le Godjam et le titre de Negus du Keffa constitue « un ordre de conquête ». Outre la promotion symbolique, Yohannes veut assurer l'expansion de Tekle Haymnot vers le Keffa ; il lui offre donc 8 000 fusils et 16 canons. Armé par le Negusse Negest, Tekle Haymanot part à la conquête de la riche province en 1882. Seulement, le Negus du Choa, bien silencieux durant la cérémonie de couronnement en 1881, ne compte pas abandonner ce qu'il considère comme un territoire lui revenant. Le 6 juin 1882, les armées godjamé et shewanne s'affrontent lors de la bataille d'Embabo, remportée par les troupes de Ras Gobena Dachi, général de Menelik.
Yohannes, « contrarié », n'a pas participé à l'affrontement mais « la dignité de l'Empereur est toutefois endommagée ». Il envoie le message suivant aux deux hommes : « Qui êtes-vous pour vous combattre mutuellement en ma présence ? ». Pour réaffirmer son pouvoir, Yohannes marche vers le sud et campe à Werre Illu, dans le Wello. À la mi-août 1882, Menelik est reçu « avec grands honneurs » par Yohannes. Aucun des deux ne souhaite se combattre, préférant trouver un accord. Le Negus du Shewa ainsi que Tekle Haymanot sont tous deux sanctionnés pour s'être battus sans en référer à l'autorité impériale et pour avoir perturbé la paix de l'Empire. Tekle Haymanot perd son fief de l'Agewmeder qui passe sous le contrôle du ras Aloula ; Menelik se voit retirer le Wello qui revient à Araya Selassié, une « perte stratégique lourde ». Toutefois, Yohannes, réaliste, reconnaît l'importance que prend Menelik dans les régions du Sud et Sud-Ouest ; il retire donc à Tekle Haymanot le titre de Negus du Keffa pour l'attribuer à Menelik. En outre, Yohannes admet que les armes de Tekle Haymanot appartiennent en réalité à Araya Selassie et fait remettre à ce dernier l'armement que Menelik a récupéré à Embabo.
En fait, le passage du Wello de l'autorité shewanne à celle du fils du Negusse Negest constitue une dot ; Menelik II demande et obtient le mariage de sa fille Zewditou à Araya Selassié, fils de Yohannes. À cette occasion, la question de la succession est soulevée, une problématique qui fait l'objet d'un désaccord entre historiens. D'après la traduction par De Coppet de la Chronique de Menelik II, Yohannes aurait amené Menelik à reconnaître Araya Selassié comme successeur. D'autres, dont Chaîne, traducteur de l'Histoire du règne de Menelik, prétendent que le Negus du Shewa a été reconnu comme successeur par Yohannes IV et à charge pour Menelik de léguer, à son décès, le pouvoir à Araya Selassié. Pour sa part, Berhanou Abebe estime que l'unique accord possible aurait été le suivant : le successeur devait être le fils d'Araya et Zewditou, un arrangement qui permet de réunir les deux familles sous la même la couronne impériale. Cela semble être confirmé par les fiançailles entre Araya Selassié et Zewditou le 22 octobre 1882. Toutefois, la naissance prévue n'a pas lieu puisqu'en 1888 Yohannes perd son fils.

### Politique religieuse

#### Fondements de la politique religieuse
Tout comme son approche de la centralisation, la politique religieuse de Yohannes diffère de celle de Téwodros II mais ne s'en écarte pas complètement. En effet, il poursuit le processus d'unification religieuse débuté sous l'ancien Negusse Negest dont les tentatives de réformes ont échoué, aboutissant à un conflit avec l'Église. Contrairement à Téwodros II, Yohannes apporte un soutien inconditionnel à l'Église orthodoxe éthiopienne, lui assurant plus de popularité au sein du clergé. En outre, sa politique religieuse dépasse celle de Téwodros par « sa portée et par la sévérité avec laquelle elle fut appliquée ». D'un point de vue personnel, le Negusse Negest est un homme « très pieux et passionnément dévoué à la chrétienté éthiopienne ». Pour encourager le renouveau du christianisme, il demande au Patriarche d'Alexandrie l'envoi de plusieurs Abounas ; la requête est acceptée en 1881.
Chaque évêque se voit attribuer une province dans laquelle il doit s'impliquer : Abouna Pétros pour le Tegré, Abba Marqos pour le Bégemeder et le Semén, Abba Louqas pour le Godjam et le Keffa, enfin, Abba Matéwos pour le Choa. Yohannes est également exigeant envers les croyants, les chrétiens éthiopiens qui fument ont les lèvres mutilées. Enfin, il tient à la protection de la tradition chrétienne orthodoxe de son pays et ne cache pas son aversion envers les missionnaires étrangers. Par ailleurs, il renouvelle les ordonnances de Téwodros contre les musulmans et les falashas. L'élément central de la politique religieuse de Yohannes IV est le concile de Borouméda, pendant lequel plusieurs décisions capitales sont prises sur les problématiques d'unité religieuse et de la place de l'Islam en Éthiopie.

#### Concile de Borouméda

##### Renforcement de l'unité de l'Église
Le concile de Borouméda se déroule de mai à juin 1878, près de Dessé. Le débat tourne principalement autour des divisions théologiques, remontant au XVIIe et empêchant l'Église orthodoxe éthiopienne de jouer son rôle unificateur. L'Islam a d'ailleurs profité de cette instabilité pour progresser dans l'Empire durant le Zemene Mesafent. Or Yohannes est attaché à sa religion et favorable à l'unité de l'Église ; il comprend la nécessité du développement d'une idéologie commune « autour de laquelle la population d'Éthiopie peut se rassembler », des inquiétudes proches de celles de Téwodros. Le statut de Negusse Negest lui confère également le devoir de direction et gestion de l'Église. Ainsi, le Negusse Negest réunit le concile de Borouméda et il convoque les dignitaires religieux et les porte-parole des trois principales sectes qu'il invite au concile de Borouméda, une réunion à laquelle prennent part également les grands seigneurs dont Menelik. La présence de ceux-ci a donné plus de poids et a permis une meilleure application des décisions du concile. Yohannes ordonne aux deux sectes Qebat et Tsegga Ledj (« Enfants de la grâce ») d'abandonner leurs doctrines pour accepter celle tewahedo sous peine d'excommunication et de persécution.
Ces choix poursuivent la politique plus générale d'unification de l'Empire. En effet, le groupe Tsegga Ledj, favorable à la doctrine de Sost Ledet, est très présent dans le Choa, le royaume de Menelik. Ce dernier est suspecté par certains d'être philocatholique en raison de sa proximité avec le missionnaire italien Guglielmo Massaia. Celui-ci n'arrange rien lorsqu'il laisse croire, à tort, que la doctrine Sost Ledet se rapproche du catéchisme catholique. Il s'agit également de préoccupations géopolitiques ; Guglielmo Massaia, expulsé du Nord de l'Éthiopie par Yohannes, représente un bras religieux de Rome agissant dans le Shewa, terre d'un potentiel rival. Le concile ne règle néanmoins que des questions religieuses et Yohannes, partisan de la doctrine officielle, tewahedo, fait prononcer par les religieux un anathème contre le groupe Tsegga Ledj. En outre, la doctrine tewahedo est proclamée et confirmée comme l’officielle. Après un siècle de « négligence », le souverain redonne à l'Église « un pouvoir et une mission clairs ».

##### Conversion des musulmans du Wello

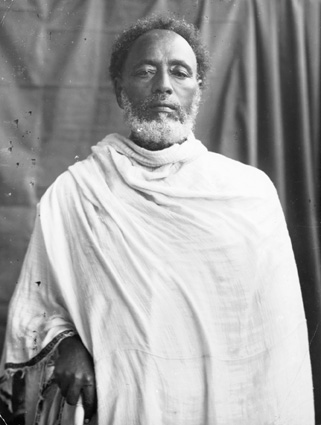
Mohammed Ali, converti au christianisme éthiopien et baptisé Mikaél. Il est l'un des gouverneurs du Wello, province christianisée sous Yohannes IV.

Le deuxième point important du concile de Borouméda est la question des musulmans du Wello. La position de Yohannes vis-à-vis de l'Islam est claire puisqu'en 1875, un décret indique que les musulmans doivent se convertir. Pour le Wello, en 1878, la solution la plus simple est adoptée : la conversion de masse. La région est, depuis plusieurs années, un enjeu territorial entre Yohannes IV et Menelik II qui se sont affrontés un temps via leurs agents locaux, respectivement, Amede Liben et Mohammed Ali, règnent en rivaux sur une partie de la province. Or ces deux dirigeants ont pris les titres religieux « militants » d'Imams et répandent activement l'Islam. En pleine phase de consolidation du christianisme éthiopien, Yohannes ne peut laisser une province stratégique en dehors du processus.
Berhanou Abebe se penche sur cette question de la conversion de masse qu'il explique dans le contexte de l'époque. Le Wello est un point d'accès « sensible » pour les forces étrangères aussi bien en 1868, lors de l'expédition de Napier, qu'en 1875, durant le conflit avec les Égyptiens. De plus, cette province ne peut pas être, d'après l'expression de Berhanou, un « barrage musulman » entre le Tegré et le Choa à l'heure où l'Éthiopie est menacée par des États musulmans aussi bien à l'ouest que par la mer Rouge. Cette hypothèse a bien été confirmée par la guerre avec l'Égypte.
La conversion du Wello débute par ces deux dirigeants, Amede Liben et Mohammed Ali, tous deux convertis et baptisés, respectivement Hayle Maryam et Mikaél. Dans cette décision, Yohannes est appuyé aussi bien par Tekle Haymanot que Menelik. Les conversions s'effectuent sous des menaces d'expropriations, expliquant le succès de la campagne puisque la majorité accepte le christianisme malgré « quelques réticences ». De 1878 à 1880, on dénombre parmi les convertis 50 000 musulmans, 500 000 Oromos et 20 000 païens. Au niveau de l'Empire, le Wello constitue une sorte d'exception puisqu'elle est la seule province touchée par ce genre de campagne religieuse.

### Autres mesures et innovations
Yohannes, décrit par Richard Pankhurst comme un « conservateur », n'a procédé qu'à peu d'innovations. Il a néanmoins introduit quelques nouveautés. En effet, Yohannes IV est, d'après Pankhurst, le premier Negusse Negest à envoyer, avec succès, des représentants pour des missions diplomatiques. Il est également le premier dirigeant éthiopien à envoyer un étranger comme représentant ; il s'agit de Samuel King, bien qu'en pratique, il n'ait pu correctement assumer cette fonction. Dans le domaine médical, on assiste à plusieurs progrès tels que l'apparition dans les grandes villes de la préparation du mercure pour la syphilis. Il est le premier Negusse Negest à avoir un médecin étranger à la cour, Nicholas Parisis, d'origine grecque. Par ailleurs, Yohannes est le premier souverain éthiopien, à se faire inoculer le vaccin antivariolique moderne remplaçant progressivement les préparations traditionnelles. Au niveau de l'armement, il partage la volonté de Téwodros de disposer du meilleur matériel. C'est notamment à partir des victoires de Gundet et Gura que les pièces d'artillerie modernes et les fusils se diffusent dans le pays. Enfin, Yohannes suit Téwodros dans une autre domaine puisqu'il utilise également l'amharique comme langue de la cour. Trop impliqué dans les guerres contre les ennemis successifs, il ne peut correctement se dédier à la tâche de modernisation.

## Défense de l'indépendance éthiopienne
« L'Éthiopie est ta mère : aime-la.
   L'Éthiopie est ta patrie : défends-la.
   L'Éthiopie est tout pour toi : meurs pour elle. »
— Yohannes IV appelant ses compatriotes aux armes

### Guerre contre l'Égypte

#### Origines du conflit

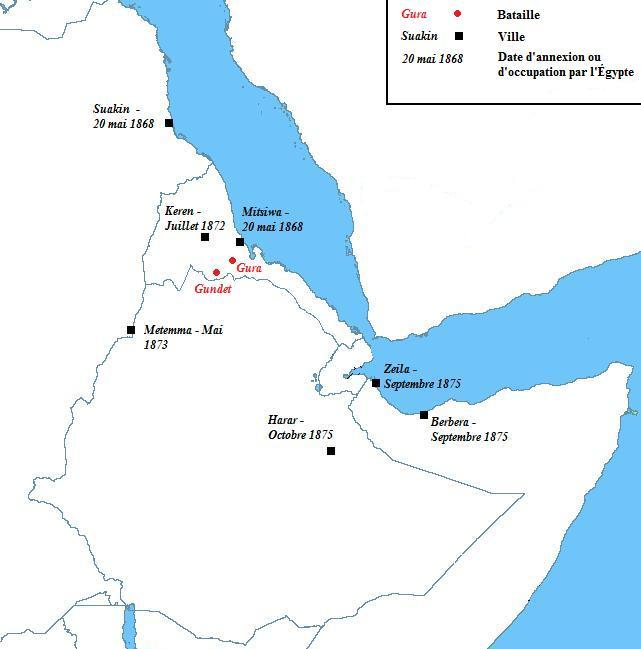
Progression des Égyptiens dans la Corne de l'Afrique.

L'Égypte est le premier adversaire externe que Yohannes va affronter au cours de son règne. L'intérêt du Caire pour la Corne de l'Afrique, et plus particulièrement l'Éthiopie, s'explique par l'intérêt stratégique que représente la région après l'ouverture, en 1869, du canal de Suez. L'Égypte, en pleine modernisation, compte exploiter les terres agricoles éthiopiennes afin de régler le problème de la dette. Le khédive Ismaïl Pacha veut profiter de l'instabilité de la situation politique à la fin années 1860 et au début des années 1870. En juin 1872, les Égyptiens commencent à s'installer dans la Corne de l'Afrique, dans la région du Bogos et à Keren. À cette occasion, Yohannes proteste et rédige une lettre à Ismail Pacha ; il envoie Kirkham en tant que représentant en Grande-Bretagne, en Autriche, en Allemagne, en Russie et en France. Le Negusse Negest tente de jouer la carte religieuse en appelant à la solidarité chrétienne. Sa demande d'aide est légitime puisque l'Égypte viole la souveraineté de l'Éthiopie et empêche le bon déroulement du commerce en bloquant son port.
Néanmoins, les pays européens sont peu enclins à apporter une aide. À Londres, le refus s'explique par le racisme de certains officiels qui perçoivent les Éthiopiens comme des « barbares ». Malheureusement pour Yohannes, l'argument religieux ne fait pas le poids face à l'intérêt économique que représente l'Égypte. Ainsi, les pays européens vont ignorer les lettres de Yohannes et l'Empire éthiopien se retrouve isolé. L'Égypte tente également de rallier Menelik à sa cause. Celui-ci, bien qu'intéressé, n'a pas facilité l'invasion égyptienne. De 1872 à 1875, les Égyptiens progressent et Yohannes, occupé à consolider son pouvoir, ne parvient pas à résoudre le problème par la voie diplomatique. À l'exception d'Asseb et Obock, respectivement italien et français, tous les ports de la mer Rouge sont sous occupation égyptienne.
En septembre 1875, l'invasion est lancée par l'Égypte qui envoie 4 000 hommes vers le plateau du Hamassén. Le mois suivant, un contingent dirigé par Raouf Pacha annexe Harer, une ville que les Égyptiens vont quitter dix ans plus tard. Face au refus égyptien de négocier, Yohannes n'a plus le choix et s'apprête à mener la guerre. Le 23 octobre 1875, l'appel aux armes est lancé et, en novembre 1875, après la déclaration de guerre, Yohannes est parvenu à rassembler 70 000 soldats. Pour le Negusse Negest, il s'agit de défendre l'Éthiopie chrétienne face à l'invasion musulmane.

#### Déroulement du conflit
La première bataille a lieu à Gundet, à 50 km au nord d'Adoua. Entre 20 et 30 000 Éthiopiens affrontent 2 000 Égyptiens. Deux jours avant l'affrontement, le 14 novembre 1875, le ras Alula Engeda, le plus célèbre des généraux de Yohannes, conduit sa colonne derrière la ligne de retraite égyptienne afin de leur empêcher la fuite lors de l'offensive. La bataille se déroule le 16 novembre, elle est courte mais sanglante ; d'après Berhanou Abebe, « ce fut un carnage pour les Égyptiens ». Ceux-ci perdent la quasi-totalité de leur troupes à l'exception du colonel, de son adjoint et de cinq soldats. Yohannes tire profit de cette victoire essentiellement au niveau des armes puisqu'il amasse 12 200 fusils remington ainsi que 16 canons utilisés lors de la prochaine bataille. En effet, la « débâcle » de Gundet ne met pas fin aux ambitions d'Ismaïl Pacha, « irrité », qui envoie 15 000 soldats menés par Mohammed Ratib Pacha, le commandant en chef, secondé par le général Loring, originaire des États-Unis, et accompagné de Hassan Pacha, fils d'Ismail.

Déroulement de la bataille de Gundet.

Pour mobiliser des troupes pour cette seconde bataille, Yohannes se sert à nouveau de la rhétorique religieuse ; tous les chrétiens de l'Empire répondent à l'appel, à l'exception du Choa, resté en dehors du conflit. Le Negusse Negest dispose désormais de 200 000 soldats mais seule la moitié se bat à Gura, une localité se trouvant sur le croisement des routes caravanières allant vers Metsewa. L'affrontement, « un des plus importants pour la sauvegarde de l'indépendance éthiopienne », se déroule en bordure du haut plateau du Hamassén du 7 au 9 mars 1876. Face aux 100 000 Éthiopiens, 16 000 Égyptiens sont installés dans un fort en hauteur, entouré par d'importantes pièces d'artillerie. Malgré leur infériorité numérique, ils lancent l'offensive. Yohannes perce alors les outres de ses troupes contenant les provisions d'eau et clame :
« Mes enfants si vous ne voulez pas mourir de soif allez faire vos provisions d'eau au-delà de la ligne ennemie ! »
Les Éthiopiens envahissent la plaine, une « lutte acharnée » s'ensuit et les Égyptiens perdent la moitié de leur troupe. Trois jours plus tard, une offensive éthiopienne contre le fort égyptien échoue ; les deux armées vont alors camper pendant trois mois. Yohannes va finalement autoriser les Égyptiens à partir, leur assurant qu'il ne les poursuivrait pas s'ils quittent le fort. Ceux-ci se retirent vers Metsewa après une nouvelle défaite : la bataille de Gura marque la fin des ambitions égyptiennes en Éthiopie. Les gains sont importants pour Yohannes qui enrichit son arsenal de plusieurs canons, 15 000 fusils remington, et de munitions, particulièrement utiles en raison du blocus de Metsewa, imposé par les Égyptiens.

#### Conséquences
D'après Bahru Zewde, les victoires du Negusse Negest sont « remarquables ». Yohannes a vaincu une puissance moderne, sans aucun soutien étranger et à la tête d'un pays encore troublé. Le Negusse Negest sort ainsi renforcé « militairement et psychologiquement » de ce conflit. Sa victoire convainc une majorité d'Éthiopiens de sa supériorité militaire ; il a, avec succès, « rassemblé la plupart du pays derrière lui comme ne l'avait fait aucun souverain depuis des siècles ». Au-delà de cette suprématie nationale, Yohannes profite également de l'armement recueilli après les batailles. Après Gura, l'armée de Yohannes émerge « peut-être », d'après Pankhurst, comme la première force éthiopienne véritablement équipée d'un bon matériel.
Après la victoire de Gura, Yohannes refuse de mener une nouvelle marche vers le nord et choisit à nouveau la voie diplomatique. La négociation pour la paix est longue et difficile ; les exigences égyptiennes donnent l'impression que ceux-ci s'estiment vainqueurs et non vaincus. Durant l'été 1876, il envoie Blatta Gebre Egziabhér et exige deux conditions pour la paix : le retour des terres occupées par les Égyptiens et le libre transit par la mer. L'envoyé est détenu deux mois et est relâché, sans aucune proposition égyptienne. En mars 1877, le Colonel Charles Gordon, un Britannique, vient négocier un traité de paix. Les conditions posées sont « difficilement acceptables » pour Yohannes. Le Caire exige le maintien du Bogos et autres territoires conquis avant le conflit. En outre, le libre transit par Metsewa n'inclut pas les importations d'armes et munitions. Malgré la volonté de négociation des Britanniques, ceux-ci ne veulent pas voir « l'accomplissement de la victoire éthiopienne » en assurant le libre transit des armes, pierre angulaire de la politique de Yohannes. Ce dernier tente en vain de convaincre les Britanniques en déplaçant un point d'entrée vers d'autres ports secondaires : Zula ou Anfilla.
Les discussions sont très tendues, Gordon perçoit et décrit Yohannes comme un homme empli de haine. Le Britannique n'apporte pas de solutions et refuse les conditions de paix de l'Éthiopie. À nouveau, Yohannes va rechercher des soutiens diplomatiques européens sans aucune réponse positive. En 1879, Gordon revient afin de tenter d'élaborer un traité de paix mais cette fois, Yohannes, soutenu par Menelik, est en meilleure position pour négocier. C'est à nouveau un échec. La question sera finalement réglée en 1884 avec le traité d'Adoua mais pour l'instant, le Negusse Negest profite de cette victoire face à l'Égypte. L'échec du khédive ne marque pas la fin des troubles internationaux pour Yohannes mais elle permet une courte trêve pour que le souverain stabilise son pays.

### YohannesIVet la Grande-Bretagne: vers le conflit contre l'Italie et les Mahdistes

#### Signature du traité d'Adoua

##### Changements géopolitiques et signature du traité

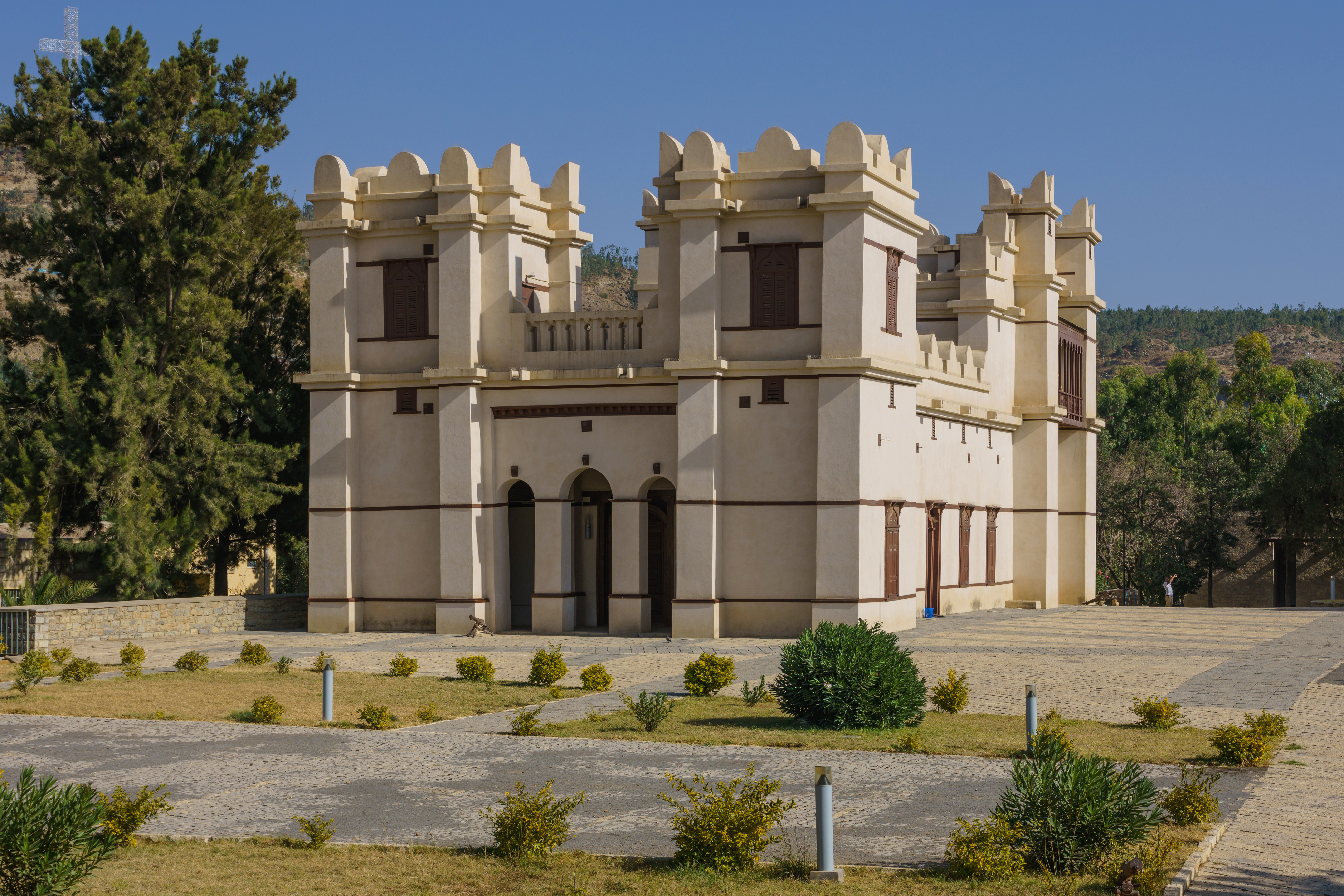
Palais de Yohannes IV à Meqelé

À la fin des années 1870, Yohannes est à l'apogée de son règne, néanmoins, la question du traité de paix n'est toujours pas résolue. Au début des années 1880, plusieurs évènements vont bouleverser les rapports avec l'Égypte. En 1881, le mouvement mahdiste éclate au Soudan où les rebelles se lèvent contre la présence égyptienne. L'année suivante, le gouvernement italien acquiert le port d'Asseb et les Britanniques occupent l'Égypte mettant sous la responsabilité de Londres, la gestion de la rébellion soudanaise. En trois ans, les Mahdistes remportent de nombreuses victoires dans le Sud et l'Ouest pour finalement encercler les garnisons égyptiennes de Kassala, Amadab et Keren à l'est, à la frontière avec l'Éthiopie. La seule voie d'évacuation, en direction de la mer Rouge, passe donc par l'Empire de Yohannes à qui Le Caire et Londres doivent demander une autorisation. Ainsi, les Britanniques abandonnent leur « politique d'indifférence, proche de l'arrogance, vis-à-vis de l'Éthiopie » et s'adressent au Negusse Negest. Ils envoient une mission avec à sa tête le contre-amiral Sir William Hewett. Si l'objectif officiel est de mettre fin à l'« état de belligérance » qui persiste depuis la guerre entre l'Éthiopie et l'Égypte, il s'agit avant tout d'obtenir la collaboration de Yohannes IV dans le processus d'évacuation des garnisons.
Les négociations aboutissent à la signature du traité d'Adoua, également appelé traité Hewett, le 3 juin 1884. Yohannes obtient entre autres le retour du Bogos à l'Éthiopie et le droit de garder les armes égyptiennes se trouvant dans les garnisons. Le point essentiel est le libre transit par Metsewa, alors sous protection britannique, des marchandises ainsi que des armes à destination du Negusse Negest. Le traité contient d'autres dispositions dont l'extradition réciproque de criminels ou encore le recours à l'arbitrage britannique pour régler des conflits éventuels avec le khédive. En contrepartie, Yohannes autorise l'évacuation par l'Éthiopie des troupes encerclées qu'il s'engage à défendre si les Mahdistes les poursuivent.

##### Conséquences du traité et imbroglio britannique
La signature du traité d'Adoua par Yohannes suscite des réactions relativement négatives de la part de certains historiens, tels que Bahru Zewde ou Sven Rubenson qui considèrent que l'Éthiopie a échangé un ennemi faible pour deux puissants, l'État mahdiste et l'Italie,. Quant à Shiferaw Bekele, il constate qu'après la signature du traité, Yohannes se trouve en « mauvaise position » puisque les Mahdistes ne pardonnent pas à l'Éthiopie de s'être alliée avec l'Égypte, ou du moins d'accepter l'évacuation par son territoire. Bahru Zewde précise en outre que la rétrocession du Bogos est purement formelle puisque la région est de facto contrôlée par ras Aloula. Il insiste surtout sur le deuxième élément survenant après la signature du traité : la cession de Metsewa aux Italiens. Le 5 février 1885, Londres transfère le port qui passe alors sous l'autorité de Rome ; un geste s'expliquant par la volonté d'empêcher les Français de s'installer dans la mer Rouge. Ils craignent surtout qu'un retour de Metsewa sous souveraineté éthiopienne n'encourage Yohannes à étendre son influence sur la côte.
Ce geste de Londres est vivement critiqué par les historiens mais également par des personnalités de l'époque aussi bien éthiopiennes que britanniques. L'article 1 du traité précise que le port de Metsewa doit rester sous protection britannique. Or le passage sous autorité italienne viole le traité, huit mois après sa signature. Bahru Zewde note que la « loyauté » avec laquelle le Negusse Negest s'est engagé à répondre aux obligations de l'article 2 contraste avec la « duplicité britannique ». Harold G. Marcus se joint à cette critique en faisant remarquer que le comportement des Britanniques envers l'Éthiopie, après la signature du traité d'Adoua apparaît comme « moins qu'honorable » d'autant plus que Yohannes a scrupuleusement rempli les obligations du texte. En effet, l'évacuation s'est passé comme prévu dans l'article 2 ; les Éthiopiens ont envoyé Ras Aloula afin de permettre aux troupes bloquées de quitter les lieux en sécurité. Ainsi Harold G. Marcus conclut : « Bien que l'Éthiopie a, en vertu du traité, scrupuleusement rempli ses obligations, le comportement de la Grande-Bretagne a été perfide ».

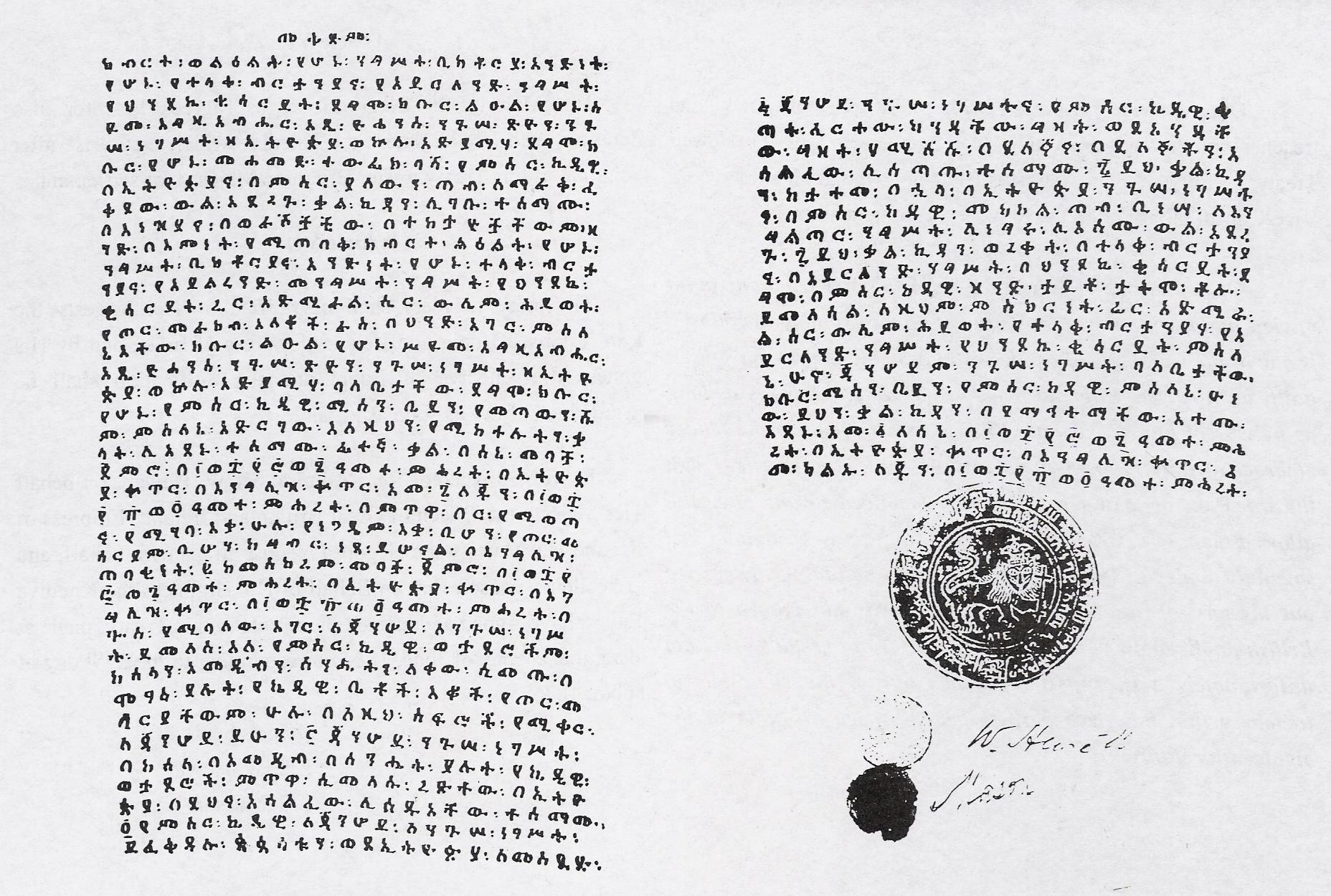
La version originale amharique du traité d'Adoua. Huit mois après sa signature, les Britanniques l'ont violé en cédant Metsewa aux Italiens.

Berhanou Abebe relativise la première critique des historiens sur une éventuelle erreur commise par Yohannes en signant le traité d'Adoua. Il rappelle que l'Empire éthiopien a été capable de protéger ses frontières contre les différents ennemis. Berhanou estime même que c'est « grâce à la manière loyale et chevaleresque dont l'Empereur s'est acquitté des obligations du traité » que Menelik n'a pas eu de difficultés à délimiter, en 1902, la frontière avec le Soudan, alors sous domination anglo-égyptienne. Il reconnaît toutefois que Yohannes a été trop confiant à l'égard des Britanniques. Lorsque Le Negusse Negest a compris les intentions coloniales de l'Italie, il s'est empressé de rédiger une lettre dans laquelle il a protesté vivement mais en vain. Le geste de Londres envers Rome a également surpris Menelik, pourtant rival de Yohannes IV, qui envoie une lettre au Roi d'Italie.
Enfin, les critiques ne sont pas uniquement éthiopiennes. Augustus B. Wylde, le vice-consul de la Grande-Bretagne dans la région de la mer Rouge commente le geste britannique et écrit :
« Regardez notre comportement envers le Roi Yohannes depuis n'importe quel point de vue et il n'en apparaîtra pas la moindre honnêteté, et c'est, à mon avis, l'un des pires gestes, parmi tant d'autres, dont nous avons été coupables en Afrique. »
Après s'être indigné du fait que la Grande-Bretagne ait abandonné un allié, il conclut :
« Le fait n'est pas connu du public britannique et j'aurais aimé qu'il ne soit guère réel pour le bien de notre réputation ; mais malheureusement, il l'est et il apparaît comme une des plus viles trahisons ayant été commise en Afrique ou en Inde au XVIIIe. »
En 1885, l'Éthiopie se retrouve ainsi avec deux menaces nouvelles, à l'ouest les Mahdistes avec lesquels la guerre débute la même année et les Italiens qui progressent depuis le nord.

#### Affrontement avec les Italiens

##### Batailles de Saati et Dogali
Tout comme l'Égypte, l'Italie s'est intéressée à la région de la mer Rouge à la suite de l'ouverture du canal de Suez en 1869. Les Britanniques sont présents dans la région, à Aden, dès la première moitié du XIXe siècle. Plus tard, ils occupent Zeila et Berbera tandis que la France prend possession d'Obock et Tadjourah. Quant à l'Italie, jeune État européen, elle s'est installée à Asseb et récemment, sous les auspices des Britanniques, à Metsewa. Progressivement, les soldats italiens vont pénétrer vers l'intérieur des terres alors sous souveraineté éthiopienne.

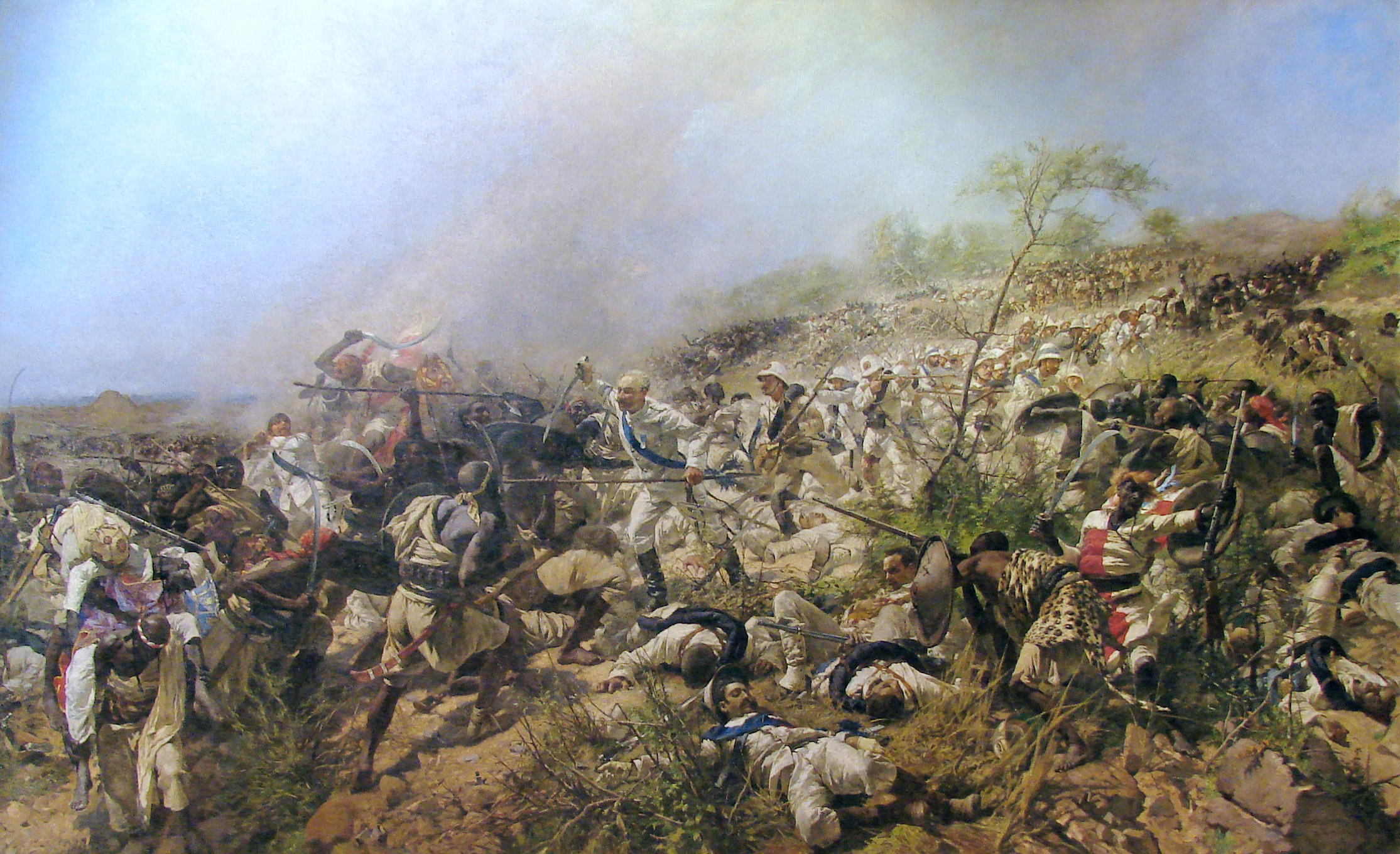
Représentation de la bataille de Dogali

En août 1885, ils avancent à 30 km à l'ouest de Metsewa vers l'intérieur, en direction de Saati, située à 17 km de Monkoullo, une ville proche de la route caravanière menant vers Asmera. Vers la fin de l'année, ils progressent vers Wia à 32 km au sud de Metsewa, se rapprochant ainsi du haut plateau. Yohannes comprend clairement les intentions des Italiens dès 1886, lorsqu'il écrit une lettre adressée à Menelik dans laquelle, avec remarquable « prescience », il prévoit leur défaite :
« Avec l'aide de Dieu, ils repartiront, humiliés et disgraciés aux yeux du monde entier. ».
Yohannes lance à nouveau un appel aux armes :
« Peuple d'Éthiopie, souviens-toi toujours que l'Éthiopie est pour toi
Premièrement ta mère
Deuxièmement ta couronne
Troisièmement ta femme
Quatrièmement ton enfant
Cinquièmement ta tombe
Lève-toi donc, pleinement conscient de l'amour d'une mère, l'honneur d'une couronne, la bonté d'une femme, la joie d'un enfant, l'abri d'une tombe, puisque tous ceux-ci constituent ce qui est incorporé en un pays. »
Yohannes charge alors son général, ras Aloula de chasser les Italiens des territoires éthiopiens. Celui-ci envoie, le 12 janvier 1887, un message au général Gene afin de demander le retrait de ses troupes. À la suite du refus italien, il décide d'attaquer le bataillon du major Boretti à Saati le 25 janvier 1887. Les Éthiopiens sont tenus en échec par l'artillerie ennemie et subissent des pertes considérables. Le lendemain, le 26 janvier, Ras Aloula intercepte un détachement venu de Monkoullo, mené par le colonel De Cristoforis. La bataille tourne au désastre pour les Italiens qui perdent 550 hommes, la quasi-totalité des troupes. Ayant pris connaissance du sort de leurs camarades, les soldats installés à Saati décampent immédiatement. Les Italiens sont choqués par cette défaite. Le gouvernement de Rome décide en réaction d'envoyer 20 000 hommes en renfort dans la région de Saati ; ainsi que 20 millions de lires pour la défense de Metsewa et ses environs. Toutefois, durant le mois de février, Ras Aloula continue de pourchasser les Italiens qui finissent par se retirer des hauts plateaux. À la suite de leur échec, ceux-ci se retirent vers la côte et annoncent un blocus sur tous les bateaux souhaitant importer des marchandises pour l'Éthiopie.

##### Fin de la campagne éthiopienne à Saati
Les Italiens n'abandonnent pas entièrement leurs objectifs et font appel à la Grande-Bretagne afin de régler le différend avec l'Éthiopie. Londres envoie une mission avec à sa tête Sir Gerald Portal. Venue officiellement pour une médiation, elle compte en réalité « obtenir pour les Italiens ce que Dogali leur a nié ». La mission arrive le 7 décembre 1887 et présente des conditions pour la paix inacceptables pour Yohannes. Les Italiens demandent des excuses de la part du Negusse Negest pour l'attaque de Dogali, ainsi que de lourdes concessions territoriales en leur faveur. Ils exigent l'Assaorta, l'Habab, le Bogos et le fort de Keren, tout cela malgré les dispositions du traité d'Adoua reconnaissant la souveraineté éthiopienne sur ces régions. Dans ces conditions, les discussions ne peuvent qu'échouer ; le « médiateur » est rabroué, franchement, par Aloula et diplomatiquement par Yohannes IV. Celui-ci adresse le lendemain, le 8 décembre 1887, une lettre à la Reine Victoria dans laquelle il déplore le comportement des Italiens qui souhaitent s'emparer « d'une terre que Jésus Christ m'a donnée ». Yohannes IV défend ainsi, à raison, son général qui n'a fait que défendre un territoire juridiquement éthiopien.
Pendant la médiation, les Italiens ont réoccupé Saati et le Negusse Negest décide d'en finir en rassemblant une importante armée de 80 000 hommes. Divers éléments empêchent Yohannes d'affronter correctement ses ennemis pour ensuite expulser les 20 000 soldats basés à Metsewa. Tout d'abord, le Negusse Neges apprend une nouvelle grave : une famine causée par la peste bovine du bétail des Indes ramené par les Italiens à Asseb ravage le pays depuis 1887. Cette épidémie, qui s'achève en 1892, est connue sous le nom de Kefou qen,. À cela s'ajoute une information selon laquelle Menelik aurait conclu un acte de neutralité avec les Italiens en contrepartie d'une livraison d'armes. Berhanou rappelle néanmoins qu'au moment où la rumeur se propage, Antonelli, officiel italien avec lequel Menelik a dû signer l’acte, n'est pas présent en Éthiopie. Néanmoins, cette « manœuvre d'intoxication, probablement de source italienne, produisit son effet déstabilisateur » en aggravant la tension.
Yohannes décide malgré tout de lancer l'attaque contre le fort de Saati en mars 1888. Face à la supériorité numérique de leurs ennemis, les Italiens restent dans leur fortification. L'absence d'artillerie empêche les Éthiopiens de sortir les Italiens des tranchées. En avril 1888, le Negusse Negest va finalement se retirer de la région de Saati. Son armée subit des pertes en raison de l'épidémie de peste bovine. À la suite de cet affrontement « peu concluant », Yohannes retire le poste de gouverneur du Mereb Melash à Aloula. Son départ de la région est précipité par la nouvelle de la victoire mahdiste à Métemma et du saccage de Gondar.

### Chute deYohannesIV

#### Premières batailles entre l'Éthiopie et les Derviches

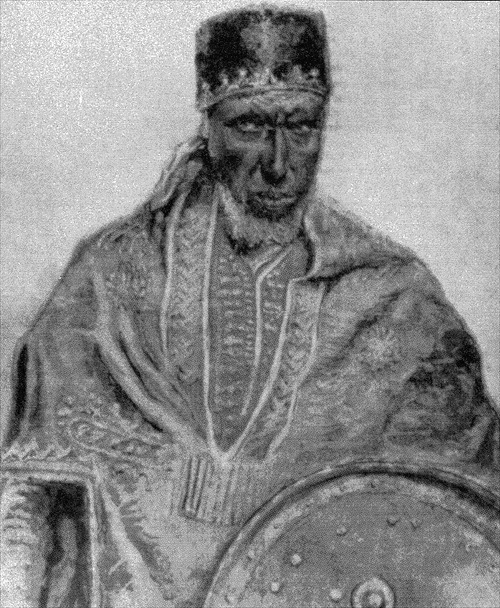
Portrait de ras Aloula. Grand général de Yohannes IV, il participe aux conflits contre l'Égypte, l'Italie et les Mahdistes.

La guerre contre les Mahdistes soudanais est le second problème hérité du traité d'Adoua. Les Ansars n'ont pas pardonné à l'Éthiopie l'aide apportée à l'Égypte. Ainsi, l'évacuation des garnisons telle que prévue dans le traité d'Adoua entraîne l'apparition d'un nouvel ennemi avec lequel l'Éthiopie n'est plus séparée par une zone tampon qu'ont représentés les garnisons égyptiennes. L'affrontement entre les Éthiopiens et les Ansars soudanais s'inscrit dans le cadre plus général de la guerre des mahdistes.
Le conflit débute en 1885 et une série d'affrontements s'ensuit. Le 23 septembre 1885, ras Aloula affronte le « redoutable » général soudanais Uthman Diqna lors de la bataille de Kufit. Les Éthiopiens remportent la victoire ; ils ont perdu 1 500 hommes contre 3 000 morts soudanais. En janvier 1887, un nouvel affrontement a lieu, cette fois dans la région de Métemma, point de contact important entre les deux pays et principal zone de conflit. Tekle Haymanot permet aux Éthiopiens d'infliger une nouvelle défaite aux Mahdistes qui occupent la ville de Metemma. La troisième victoire éthiopienne a lieu l'année suivante, le 14 octobre 1888 à la bataille de Gute Dili lorsque l'armée choanne menée par Ras Gobena Dachi bat les Soudanais dans le Wellega.
Toutefois, cette année-là, le 18 janvier 1888, à Sar Weha dans le Dambya ; les Éthiopiens subissent un lourd revers contre les troupes de Hamdan Abu Anja. Les conséquences de la victoire soudanaise vont susciter une vive réaction de la part du Negusse Negest puisque les Mahdistes progressent vers Gondar, qui est mise à feu et à sang. Les 44 églises de la ville sont incendiées et des milliers de chrétiens, aussi bien des hommes et des femmes que des enfants sont réduits en esclavage. Poussé par un « élan conservateur », Yohannes veut venger « la cité des atsé », et prévient les Mahdistes qu'il est même prêt à attaquer la capitale, Omdourman. En outre, une autre mauvaise nouvelle vient frapper le Negusse Negest : la mort de son fils Araya Selassié. À cela s'ajoutent les rumeurs d'une coalition entre Tekle Haymanot et Menelik visant à le renverser.
En septembre 1888, Yohannes fait appel à Tekle Haymanot pour repousser les Mahdistes mais celui-ci refuse de coopérer. Le Negusse Negest voit en ce geste la confirmation des rumeurs de conspiration qu'il soupçonne depuis le début de l'année : ainsi, lorsque Menelik a proposé son assistance durant la campagne de Saati visant à chasser les Italiens, le souverain a décliné l'offre. À la fin de l'année 1888, Yohannes est informé de discussions en cours entre Menelik et Tekle Haymanot. Le Negusse Negest n'hésite plus et mène, après son retour de la campagne de Saati, une expédition punitive vers le Godjam. Il se dirige ensuite vers le royaume de Menelik que le Negusse Negest accuse d'avoir entraîné Tekle Haymanot vers une trahison. En novembre 1888, l'appel aux armes est lancé dans le Shewa et l'Éthiopie se retrouve au bord d'une « guerre civile dévastatrice ». Elle n'aura cependant pas lieu. Yohannes, informé du danger croissant que représentent les Mahdistes dans la région de Metemma, souhaite d'abord en finir avec les Soudanais pour ensuite se tourner vers Menelik, puis les Italiens. Il négocie avec Menelik qui accepte de le suivre dans sa marche vers Metemma, tout en restant à distance, comme le souhaite le Negusse Negest. « Se sachant condamné à mourir en martyr par une prophétie », Yohannes part au combat vers le nord pour défendre « son empire chrétien bien-aimé ».

#### Décès de Yohannes au combat

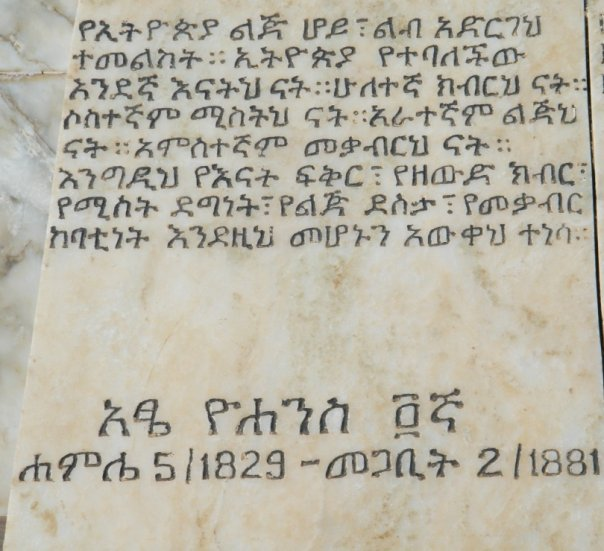
Inscription en amharique rappelant l'appel aux armes de Yohannes IV.

Au début du mois de mars 1889, Yohannes IV va combattre les 60 à 70 000 Mahdistes installés à Métemma. Les Éthiopiens sont 100 000 et disposent d'un meilleur armement. Le 9 mars, Yohannes lance l'attaque. Une de ses ailes commence à percer les lignes ennemies tandis que la colonne soudanaise face au Negusse Negest résiste. La bataille tourne à l'avantage des Éthiopiens qui sont sur le point de remporter la victoire. Toutefois, Yohannes s'impatiente et « s'expose avec témérité » au feu ennemi. En plein affrontement, une balle atteint sa main droite ; une deuxième lui transperce la main gauche et se loge dans sa poitrine. Le 10 mars 1889, Yohannes décède des suites de ses blessures et devient « l'une des dernières têtes couronnées du monde à périr sur le champ de bataille ».
Les conclusions des historiens quant à l'issue de la bataille sont diverses. Berhanou Abebe estime que Yohannes, un homme « qui n'avait jamais mené son armée à la défaite », a « gagné une grande bataille ». Shiferaw Bekele considère que les Mahdistes ont remporté la victoire en raison de l'effondrement de l'armée éthiopienne à la suite du décès de Yohannes. Harold G. Marcus parle d'un succès « par défaut » des Soudanais. À l'annonce de la mort du Negusse Negest, les troupes éthiopiennes se sont désorganisées et ont laissé le champ libre à leurs adversaires. Si Berhanou Abebe affirme que Metemma constitue une « victoire déterminante », il conclut néanmoins, que le traitement réservé au cadavre du Negusse Negest a gâché ce succès. Après l'affrontement, le détachement transportant le corps de Yohannes vers le monastère Gishén est attaqué par les Derviches. Le cadavre est décapité et la tête de Yohannes offerte à Khalifa Abdoullahi qui ordonne des célébrations publiques. Sa tête a ensuite été exposée publiquement à Omdourman durant plusieurs jours puis empalée et emmenée dans le Nord du Soudan.
Enfin, la mort d'un Negusse Negest soulève forcément la question de la succession. Agonisant, Yohannes a désigné son fils, Mengesha, comme successeur et a confié à ras Aloula et d'autres commandants, la charge de s'en occuper. Cependant, c'est Menelik, Négus du Choa, le plus puissant des seigneurs de l'époque, qui se proclame Negusse Negest le 25 mars 1889 et se fait couronner en novembre. Ainsi, la mort de Yohannes concorde avec la fin de la suprématie du Nord de l'Éthiopie et le glissement vers le Choa du pouvoir politique de l'Empire. Parallèlement, l'affaiblissement du Tegré offre aux Italiens une occasion de progresser depuis la mer Rouge. C'est Menelik II qui sera chargé d'achever la lutte de Yohannes IV contre les ambitions coloniales de Rome.

#### Héritage et mémoire
D'après Berhanou Abebe, certains historiens « lèguent une image bien déformée » de Yohannes IV, en faisant « un exalté, un fanatique aspirant au martyre ». Après avoir rappelé le « poids du passé », les divisions religieuses et politiques, il conclut que le Negusse Negest a su malgré tout préserver avec succès l'indépendance et l'unité de son pays. Le règne de Yohannes IV est souvent rapproché de celui de Menelik II. En effet, Richard Pankhurst note que les deux dirigeants étaient « rivaux mais leur règne, outre le fait qu'ils se chevauchent, sont presque inextricablement liés ». En outre, il ajoute : « Yohannes, le deuxième des grands dirigeants de l'Éthiopie du XIXe, a été, tout comme son prédécesseur, un patriote intransigeant et un farouche adversaire des missionnaires chrétiens ». Shiferaw Bekele note l'importance de la politique intérieure d'unification et la victoire sur l'Égypte ayant permis à l'Éthiopie d'émerger en tant qu'État fort, capable de résister aux assauts coloniaux que subira Menelik II. Un des plus grands hommages rendus par un historien reste celui de Gelawdéwos Araya : « Après l'empereur Téwodros, l'empereur Yohannes IV est un autre grand visionnaire caractérisé par son altruisme inégalé, son sens de la justice incomparable et son humanisme ». Il poursuit, soulignant « son extraordinaire engagement envers son peuple et son pays ainsi que son infatigable patriotisme »
En Éthiopie, Yohannes est perçu par la population comme un Negusse Negest exemplaire, mort au combat pour la défense de sa patrie. Un poème toujours connu, écrit après la guerre contre l'Égypte et chanté lors du retour de Yohannes IV entretient cette mémoire :
Descendu du ciel, du sanctuaire de Sion,
De son père Mikaél, de sa mère Selass,
Il a tondu et entassé cette orge d'infidèles,
Il l'a battue, frappée, donnée au vent,
Le brave combattant Atsé Yohannes.